# Muang Xanasômboun
Muang Xanasômboun är ett distrikt i Laos.   Det ligger i provinsen Champasack, i den södra delen av landet, 400 km sydost om huvudstaden Vientiane.